# Ringer-Weltmeisterschaften 1950
Die Ringer-Weltmeisterschaften 1950 fanden vom 20. bis zum 23. März 1950 in Stockholm statt. Die Ringer wurden in acht Gewichtsklassen unterteilt. Gerungen wurde nur im griechisch-römischen Stil.

## Medaillengewinner
| Klasse | Gold               | Silber       | Bronze          |
| ------ | ------------------ | ------------ | --------------- |
| -52 kg | Bengt Johansson    | Ali Yücel    | Mohamed El Ward |
| -57 kg | Ali Mahmoud Hassan | Halil Kaya   | Pietro Lombardi |
| -62 kg | Olle Anderberg     | Safi Taha    | Sayed Kandil    |
| -67 kg | József Gál         | Gustav Freij | Tevfik Yüce     |
| -73 kg | Matti Siimanainen  | Celal Atik   | Gösta Andersson |
| -79 kg | Axel Grönberg      | Ali Özdemir  | Gyula Németi    |
| -87 kg | Muharrem Candaş    | Gyula Kovács | Trygve Andersen |
| +87 kg | Bertil Antonsson   | Gyula Bóbis  | Adil Candemir   |

## Ergebnisse

### Fliegengewicht (bis 52 kg)
| Platz | Land        | Sportler        |
| ----- | ----------- | --------------- |
| 1     | Schweden    | Bengt Johansson |
| 2     | Türkei      | Ali Yücel       |
| 3     | Ägypten     | Mohamed El Ward |
| 4     | Jugoslawien | Borivoje Vukov  |

Datum: März 1950

Titelverteidiger -

Teilnehmer:

### Bantamgewicht (bis 57 kg)
| Platz | Land     | Sportler           |
| ----- | -------- | ------------------ |
| 1     | Ägypten  | Ali Mahmoud Hassan |
| 2     | Türkei   | Halil Kaya         |
| 3     | Italien  | Pietro Lombardi    |
| 4     | Finnland | Erkki Johansson    |

Datum: März 1950

Titelverteidiger -

Teilnehmer:

### Federgewicht (bis 62 kg)
| Platz | Land     | Sportler       |
| ----- | -------- | -------------- |
| 1     | Schweden | Olle Anderberg |
| 2     | Libanon  | Safi Taha      |
| 3     | Ägypten  | Sayed Kandil   |
| 4     | Italien  | Antonio Randi  |

Datum: März 1950

Titelverteidiger -

Teilnehmer:

### Leichtgewicht (bis 67 kg)
| Platz | Land     | Sportler      |
| ----- | -------- | ------------- |
| 1     | Ungarn   | József Gál    |
| 2     | Schweden | Gustav Freij  |
| 3     | Türkei   | Tevfik Yüce   |
| 4     | Ägypten  | Mahmoud Osman |

Datum: März 1950

Titelverteidiger -

Teilnehmer:

### Weltergewicht (bis 73 kg)
| Platz | Land     | Sportler          |
| ----- | -------- | ----------------- |
| 1     | Finnland | Matti Siimanainen |
| 2     | Türkei   | Celal Atik        |
| 3     | Schweden | Gösta Andersson   |
| 4     | Norwegen | Bjørn Cook        |

Datum: März 1950

Titelverteidiger -

Teilnehmer:

### Mittelgewicht (bis 79 kg)
| Platz | Land             | Sportler      |
| ----- | ---------------- | ------------- |
| 1     | Schweden         | Axel Grönberg |
| 2     | Türkei           | Ali Özdemir   |
| 3     | Ungarn           | Gyula Németi  |
| 4     | Tschechoslowakei | Ivan Janiuk   |

Datum: März 1950

Titelverteidiger -

Teilnehmer:

### Halbschwergewicht (bis 87 kg)
| Platz | Land     | Sportler          |
| ----- | -------- | ----------------- |
| 1     | Türkei   | Muharrem Candaş   |
| 2     | Ungarn   | Gyula Kovács      |
| 3     | Norwegen | Trygve Andersen   |
| 4     | Schweden | Karl-Erik Nilsson |

Datum: März 1950

Titelverteidiger -

Teilnehmer:

### Schwergewicht (über 87 kg)
| Platz | Land     | Sportler         |
| ----- | -------- | ---------------- |
| 1     | Schweden | Bertil Antonsson |
| 2     | Ungarn   | Gyula Bóbis      |
| 3     | Türkei   | Adil Candemir    |
| 4     | Italien  | Natale Vecchi    |

Datum: März 1950

Titelverteidiger -

Teilnehmer:

Der 28 Jahre alte Antonsson, der 1949 Freistil-Europameister in Istanbul geworden war, besiegte auf seinem Weg zum Weltmeisterschafts-Gold Alois Kešnar aus der Tschechoslowakei, Pauli Riihimäki aus Finnland und den Norweger Olaf Knudsen sowie den Silbermedaillengewinner Gyula Bóbis. Für den 40-jährigen Olympiasieger im Freistil von 1948 Bóbis war es der letzte Auftritt auf einer großen internationalen Bühne.

## Medaillenspiegel
| Rang | Land     | Gold | Silber | Bronze |
| ---- | -------- | ---- | ------ | ------ |
| 1    | Schweden | 4    | 1      | 1      |
| 2    | Türkei   | 1    | 4      | 2      |
| 3    | Ungarn   | 1    | 2      | 1      |
| 4    | Ägypten  | 1    | 0      | 2      |
| 5    | Finnland | 1    | 0      | 0      |
| 6    | Libanon  | 0    | 1      | 0      |
| 7    | Italien  | 0    | 0      | 1      |
|      | Norwegen | 0    | 0      | 1      |